# Felipe Mattioni
Felipe Mattioni Rohde, mais conhecido como Felipe Mattioni (Ijuí, 15 de outubro de 1988), é um futebolista brasileiro que atua como lateral-direito. Atualmente, está no Novo Hamburgo.

## Carreira

### Grêmio
No início de 2008, Felipe foi promovido aos profissionais do clube para ser o titular do time com as saídas de Patrício para a Portuguesa e de Bustos para o Internacional. Porém, pela instabilidade tática normal que ocorre com a maioria dos jogadores ainda jovens, perdeu a posição para Paulo Sérgio, que fez uma excelente temporada em 2008. Depois de algum tempo na reserva, Felipe Mattioni ganhou uma nova chance mas a desperdiçou, tornando-se titular em poucos jogos enquanto Paulo Sérgio esteve em má fase, perdendo novamente a posição para Souza, um meia improvisado na ala direita.
Em meados de novembro, o empresário Mino Raiola comprou parte dos direitos federativos do jogador. Em 29 de novembro, Felipe admitiu que tinha propostas de outros clubes, para sair do Grêmio. Ele falou que decidiria seu futuro entre os dias sete e 10 de dezembro. Entretanto, o atleta não comunicou nada oficialmente. Na reapresentação dos atletas do Grêmio, em 7 de janeiro de 2009, soube-se que Felipe não era mais jogador do Grêmio. Ele havia ido à Itália para retirar o passaporte do país, podendo assim jogar em países da União Europeia sem ser considerado extra-comunitário.

### Milan
No dia 14 de janeiro foi confirmada sua ida para o Milan, depois de conseguir o passaporte italiano. Jogou apenas uma partida pela equipe e, não tendo convencido, foi liberado para transferir-se.

### Mallorca
Em agosto de 2009 foi anunciado seu empréstimo para o Mallorca, da Primeira Divisão Espanhola. Viveu na equipe castelhana o melhor momento de sua carreira, onde disputou 24 partidas e marcou 1 gol, e em maio de 2010 foi adquirido por 2 milhões de euros.

### Espanyol
Poucos dias depois o lateral-direito acertou sua transferência definitiva com o Espanyol para a temporada 2010-11, em razão das dificuldades financeira do Mallorca. Entretanto, teve diversas lesões em seu novo clube e somente após 2 anos e meio conseguiu completar uma partida como titular. Ao final da temporada 2014-15, não teve seu contrato renovado e ficou sem clube.

### Everton e Doncaster Rovers
O jogador assinou em outubro de 2015 um vínculo de 1 temporada com o clube inglês Everton, sendo repassado por empréstimo ao Doncaster Rovers. Porém, em maio de 2016 o atleta foi dispensado da equipe inglesa por problemas físicos.

### Veranópolis
Em 18 de janeiro de 2018, o Veranópolis anunciou a contratação de Felipe Mattioni.

### Juventude
Em 4 de abril de 2018 o jogador assinou com o Juventude para a disputa da série B do Campeonato Brasileiro.

### Coritiba
Em janeiro de 2019, Felipe assinou com o Coritiba. Porém, conviveu novamente com lesões e fez apenas 14 partidas.

### Novo Hamburgo
Depois de quase reforçar o Operário Ferroviário, Felipe Mattioni acertou com o Novo Hamburgo em janeiro de 2020 para a disputa do Campeonato Gaúcho e da Copa do Brasil.

## Títulos

### Clubes
Grêmio
- Campeonato Gaúcho: 2007

Espanyol
- Copa da Catalunha: 2010-11

### Seleção nacional
Brasil sub-20
- Campeonato Sul-Americano Sub-20: 2009